# Рэкет (фильм, 1928)
«Рэкет» (англ. The Racket) — американский чёрно-белый немой художественный фильм, криминальная драма режиссёра Льюиса Майлстоуна, вышедшая в 1928 году. В главных ролях задействованы Томас Миган и Мари Прево. Первый фильм, номинировавшийся на премию «Оскар» в категории «Лучший фильм».

## Сюжет
Честный капитан полиции Джеймс Маккуигг (Томас Миган) дает обещание разрушить мощную систему контрабанды, защищенную корумпированными политиками и судьями.

## В ролях
| Актёр           | Роль                         |
| --------------- | ---------------------------- |
| Томас Миган     | Джеймс Маккуигг              |
| Мари Прево      | Хелен Хейс                   |
| Луис Вульхайм   | Ник Скарци                   |
| Джордж Э. Стоун | Джо Скарци                   |
| Дж. Пэт Коллинс | патрульный Джонсон           |
| Генри Сидли     | Спайк Коркоран               |
| Сэм Де Грассе   | окружной прокурор Гарри Уэлш |

## Критика
Из-за сцен, изображающих американскую полицию и городское правительство не с лучшей стороны, фильм был запрещён в Чикаго На сегодняшний день существует всего лишь одна копия картины, хранящаяся в архиве Лас-Вегасского Департамента кино.
Фильм является первым художественным фильмом (совместно с «Седьмым небом»), когда-либо номинированным на престижную премию «Оскар» в категории «Лучший фильм».